# Quentalia cameloi
Quentalia cameloi is een vlinder uit de familie van de echte spinners (Bombycidae). De wetenschappelijke naam van de soort is voor het eerst geldig gepubliceerd in 1939 door William Schaus.